# Simon von Rietberg
Simon von Rietberg (* im 13. Jahrhundert; † im 14. Jahrhundert) war Dompropst in Paderborn und Domherr in Münster.

## Leben

### Herkunft und Familie
Simon von Rietberg entstammte dem Grafengeschlecht von Rietberg und war der Sohn des Grafen Friedrich von Rietberg und dessen Gemahlin Beatrix von Horstmar, Tochter des Otto von Horstmar und Alheidis von Ahaus. Seine Geschwister waren
- Konrad II. († 24. April 1313), Graf von Rietberg (1282–1313)
- Otto († 16. Oktober 1308 in Poitiers), Fürstbischof von Münster (1301–1306)
- Friedrich II. († 25. Dezember 1322), verheiratet mit Poncelina von Dortmund
- Beatrix († 1312/25), ⚭ Graf Otto von Tecklenburg
- Adelheid († 1330/35), Äbtissin von St. Ägidii zu Münster
- Bernhard, erwähnt zwischen 1277 und 1282

### Wirken
Simon ist als Domherr zu Osnabrück seit 1281 nachweisbar. Er war hier Domkantor und Propst zu Wiedenbrück. Als sein Bruder Otto zum Bischof von Münster gewählt worden war, übernahm er im Jahre 1306 dessen münstersche Dompräbende und blieb bis 1336 in deren Besitz. In Paderborn war er Dompropst, musste die Propstei aber im Jahre 1304 an Bernhard von der Lippe abtreten. 1317 war er Domthesaurar in Osnabrück. In dieser Funktion war er für die Güter- und Vermögensverwaltung des Domkapitels verantwortlich.